# Lucía Pittaluga
Lucía Pittaluga (Montevideo, Uruguay, 1970) es una artista visual uruguaya. Vive y trabaja en Montevideo.
A lo largo de su carrera ha transitado distintos formatos, desde piezas objetuales, instalaciones, propuestas participativas y arte relacional. Ha expuesto en espacios nacionales e internacionales, y su trabajo ha sido reconocido con premios y selecciones en bienales y concursos de arte contemporáneo. En los últimos años, su práctica se ha enfocado especialmente en el cruce entre el arte relacional y la pedagogía, desarrollando proyectos que activan lo colectivo como forma de conocimiento.

## Educación
Graduada en Comunicación artística en la Universidad de la República (FIC). Posgrado en producción de artes visuales, Universidad Nacional de La Plata, Argentina. Estudió en la Facultad de Artes; en el taller de Enrique Badaró Nadal y en el Centro de Expresión Artística (CEA) dirigido por Nelson Ramos.

## Obra
En su obra temprana investigó la resistencia y la persistencia dentro del universo femenino, trabajando con elementos textiles, bordados y retazos mórbidos. Estructuras primordiales, embriones, óvulos, células, simientes, gérmenes. Ejemplos de esto pueden ser "Contenciones"(1995), "Vuelo Blanco"(1998), "Jardín"(2000), "Mapa"(2001). En estos trabajos aborda el espacio físico como punto de partida, generando una nueva configuración a partir de éste.  
El contexto como tiempo material, histórico y existencial es fundamental en su creación, abordando nuevas temporalidades y tránsitos. La visualidad, el tiempo y la intimidad, son esenciales en su práctica, tanto en trabajos a mínima escala, como en grandes volúmenes o intervenciones en el espacio. Se destacan las instalaciones "Sustancia remota" (2013) en el Museo Nacional de Artes Visuales y "Pachakutic" (2014) en la II Bienal de Montevideo, Sede del BROU.
"Lucía Pittaluga se interesa por lo experimental y por ello nunca se dirige hacia verdades absolutas, conclusiones, fines determinados. Piensa la obra en términos de work in progress. Prefiere las interpelaciones a las afirmaciones rotundas. Sus obras son siempre enigmáticas y generan incógnitas. Objetos frágiles, precarios, y situaciones de pausas, intersticios e intervalos singularizan sus instalaciones". "...El silencio, esa zona de riesgo e incertidumbre, es importante en este discurso visual. Los espectadores dejan de serlo y se involucran en una realidad que compromete sus capacidades intelectuales, emotivas y sensoriales". "...De lo sólido se pasa a lo frágil, existe una mutación hacia lo fugaz. Lo vulnerable está aceptado y prima en su trabajo el principio de lo no permanente, de la fluidez".

## Práctica pedagógica
Su actividad pedagógica ha sido una extensión natural de su práctica artística, con un enfoque centrado en el arte como experiencia colectiva, transformadora y situada. Ha desarrollado y coordinado talleres, clínicas y procesos formativos dirigidos tanto a artistas como a públicos diversos, donde la experimentación y la escucha activa funcionan como ejes metodológicos. En sus propuestas, lo pedagógico se concibe como una plataforma para activar la sensibilidad, la autonomía creativa y el pensamiento crítico, vinculando arte y vida cotidiana. Sus investigaciones recientes exploran las intersecciones entre arte relacional, prácticas colaborativas y educación expandida.
En el 2007 realiza el taller El archivo como obra en el Museo Nacional de Artes Visuales. Entre el 2013 y 2014 realiza el taller anual Tópicos contemporáneos en el Museo Torres García.(2013-2014). Posteriormente lleva a delante en el Espacio de Arte Contemporáneo las siguientes experiencias pedagógicas: Hibridación.(2015), Panóptico. Espacios de intención.(2015), *Yo* artista.(2016), SAYO: Públicas disrupciones.(2016) y Yerra: Laboratorio del error (UDELAR) Cenur, Paysandú (2023). 
Co-curadora junto a Lourdes Silva del proyecto "Trepida: escuchando parentescos extraños" (2023-2024) proyecto curatorial seleccionado en la convocatoria "Azafrán" del Centro Cultural de España, Montevideo.
Funda y dirige La tallera, espacio dedicado a la formación y experimentación en artes visuales expandidas.

### Premios
- 2018- Primer Premio X Bienal SIART, Laboratorio de creación. La Paz, Bolivia.
- 2002- Primer Premio Paul Cezánne. Embajada de Francia.
- 2001- Primer Premio United Airlines. Museo de Arte Americano de Maldonado.
- 2001- Premio Bienal Something Special.